# Johnnie Ray
John Alvin Ray (Dallas, 10 de janeiro de 1927 - 24 de fevereiro de 1990) foi um cantor, compositor e pianista americano. Muito popular na maior parte da década de 1950, Ray foi citado pelos críticos como o principal precursor do que se tornaria o rock and roll, por sua música influenciada pelo jazz e blues e sua personalidade animada. Tony Bennett chamou Ray de o "pai do rock and roll" e os historiadores o notaram como uma figura pioneira no desenvolvimento do gênero.
Criado em Dallas, Oregon, Ray, que era parcialmente surdo, começou a cantar profissionalmente aos quinze anos nas estações de rádio de Portland. Mais tarde, ele ganhou atenção do público local cantando em pequenas boates predominantemente afro-americanas em Detroit, onde foi descoberto em 1951 e posteriormente contratado pela Columbia Records. Raye saiu rapidamente da anonimato com o lançamento de seu primeiro álbum, Johnnie Ray (1952), e também com um single de 78 rpm, cujos ambos os lados alcançaram as 100 melhores músicas da revista Billboard de 1952: "Cry" e "The Little White Cloud That Cried".
Em 1954, Ray fez seu primeiro e único filme importante,"There's No Business Like Show Business", no qual ele, Ethel Merman, Marilyn Monroe faziam parte do elenco. Sua carreira nos Estados Unidos, sua terra natal, começou a declinar em 1957, e sua gravadora americana o abandonou em 1960. Ele nunca recuperou muitos seguidores e raramente apareceu na televisão americana depois de 1973. Sua base de fãs no Reino Unido e na Austrália, no entanto, permaneceram fortes até sua morte, em 1990, por insuficiência hepática.
British Hit Singles & Albums observou que Ray foi "uma sensação nos anos 50" e que influenciou muitos, incluindo Elvis Presley, e foi o principal alvo da histeria adolescente nos dias pré-Elvis". As dramáticas performances de palco e as canções melancólicas de Ray foram creditadas pelos historiadores como precursoras para artistas posteriores como Leonard Cohen e Morrissey.